# Leonie Gebers

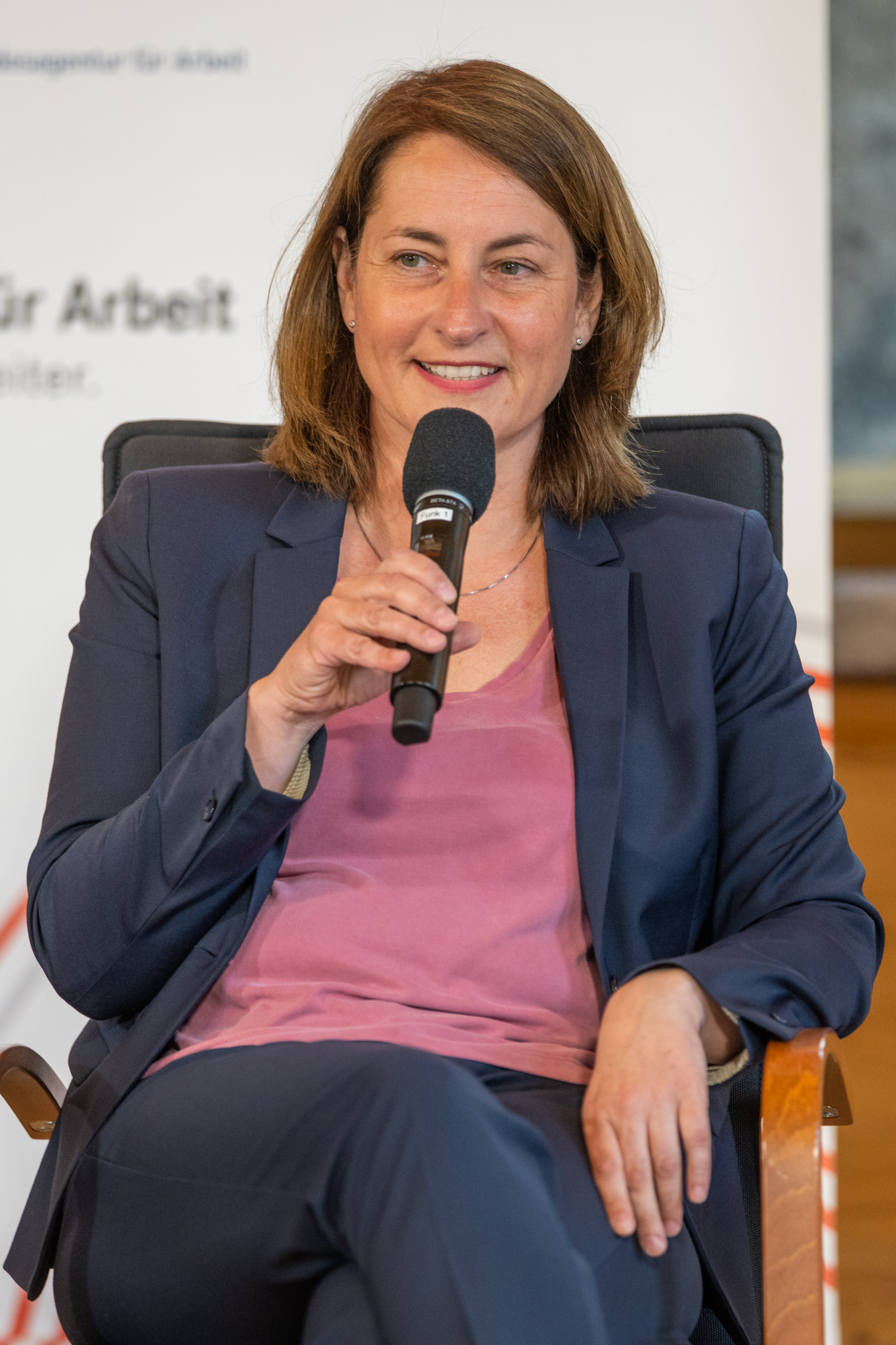
Leonie Gebers bei den Nürnberger Gesprächen des IAB (2022)

Leonie Gebers (* 19. Februar 1971 in Karlsruhe) ist eine deutsche politische Beamtin (SPD). Seit 2018 ist sie Staatssekretärin im Bundesministerium für Arbeit und Soziales.

## Leben

### Ausbildung
Gebers absolvierte 1990 die Allgemeine Hochschulreife am Gymnasium Ulm-Wiblingen und studierte anschließend von 1990 bis 1997 Politikwissenschaft, Soziologie und Volkswirtschaftslehre an der Universität Augsburg und schloss ihr Studium mit dem Magister Artium ab. Während ihres Studiums nahm sie 1994 an einem Auslandsstudium an der University of London (SOAS) teil.

### Laufbahn
Nach dem Studium arbeitete sie von 1998 bis 1999 als Referentin beim SPD-Parteivorstand. Im Jahr 1999 wechselte sie in das Bundesministerium für Familie, Senioren, Frauen und Jugend und war dort bis 2009 als Referentin tätig. Danach war sie von 2009 bis 2014 koordinierende Referentin für Wirtschafts- und Arbeitsmarktpolitik in der SPD-Bundestagsfraktion.
Im Jahr 2014 übernahm sie die Leitung des Referates „Politische Koordinierung“ und 2016 die Leitung der Unterabteilung „Ministerbüro, Politische Planung“ im Bundesministerium für Wirtschaft und Energie. Sie wechselte 2017 in das Auswärtige Amt und arbeitete dort als Leiterin des Stabs „Politische Koordinierung“. Ende 2017 kehrte sie zurück in das Bundesministerium für Wirtschaft und Energie leitete seitdem die Unterabteilung „Umwelt, Klima, Bio-Ökonomie“.
Im März 2018 wurde sie unter Bundesminister Hubertus Heil (SPD) Staatssekretärin im Bundesministerium für Arbeit und Soziales ernannt.